# Johanna Adriaansdr. van der Does

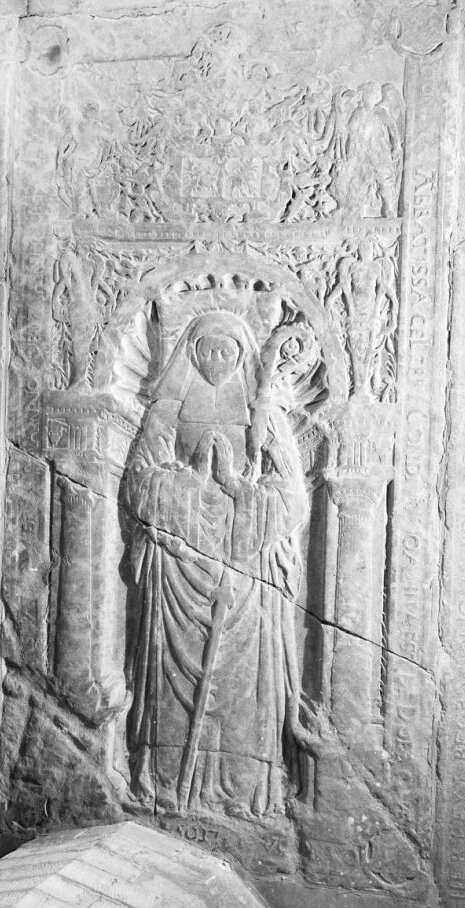
Grabstein von Johanna Adriaansdr. van der Does

Johanna Adriaansdr. van der Does OCist (geboren vor 1508; gestorben 22. September 1574 in Leiden) war eine niederländische Zisterziensernonne und die letzte Äbtissin des Klosters Leeuwenhorst.

## Leben
Johanna Adriaansdr. van der Does war die Tochter von Adriaan van der Does (gestorben 1502) und Geertruida van Reimerswaal. Sie war das zweite Kind aus der zweiten Ehe ihres Vaters. hr älterer Bruder, Adriaan van der Does (gest. 1563), war Verwalter des Klosters Leeuwenhorst (1559–1563). Ihre beiden jüngeren Schwestern, Cornelia (gestorben nach 1570) und Elisabeth van der Does, waren Schwestern in den Klöstern Rijnsburg bzw. Koningsveld.
Sie begann 1508/09 ihr Vornoviziat im Kloster Leeuwenhorst. Dort war ihr Vater von 1481 bis zu seinem Tod im Jahr 1502 als Verwalter tätig. Er wurde im Kloster begraben. In einem Brief vom 22. September 1554 wies Kaiser Karl V. die Schwestern von Leeuwenhorst an, Johanna zur Äbtissin zu wählen. Somit wurde Johanna die dritte Äbtissin der Familie Van der Does, die anderen waren Badeloge van der Does und Machteld van der Does. Johanna van der Does übernahm nach dem Tod ihres Bruders Adriaan als Äbtissin selbst die Verwaltung des Klosters. Bereits zuvor hatte sie dies gelegentlich getan. Dies ist ein bemerkenswerter Vorgang, da Frauenklöster wie Leeuwenhorst immer von einem Männerkloster beaufsichtigt wurden. Im Fall von Leeuwenhorst war dies das Kloster Kamp in Deutschland. So wurden nun auf Ersuchen von Johanna van der Does säumige Pächter und Schuldner des Klosters vom Statthalter Wilhelm von Oranien und dem Präsidenten und den Räten des niederländischen Hofes zur Zahlung gezwungen oder aufgefordert. Ihre Arbeit als Verwalterin wird von Hadrianus Junius in seinem Werk Batavia gelobt. Er nennt sie auch eine berühmte Latinistin: „Primaria et sapiens femina, latini sermonis non ignara, quae magno operae pretio auxit res coenobii“ (Eine weise und angesehene Frau, die mit der lateinischen Sprache vertraut war und das Kloster mit großem Einsatz unterstützte).
Ihre Amtszeit fiel in die Unruhen des niederländischen Aufstands gegen Spanien. Die Schwestern des Klosters suchten aus Angst vor Überfällen der Geusen im Jahr 1571 vorübergehend Zuflucht in Leiden. Drei Jahre später ließen sie sich unter Johannas Führung dauerhaft dort nieder. Das Kloster Leeuwenhorst wurde schließlich von den Geusen zerstört und Johanna van der Does war die letzte Äbtissin von Leeuwenhorst. Johanna van der Does wurde in den 1560er Jahren wegen einer nicht näher bezeichneten Krankheit von Pieter van Foreest, dem Leibarzt von Wilhelm von Oranien, behandelt. Sie starb 1574 während der Belagerung von Leiden im Alter von über siebzig Jahren. Sie wurde in der St.-Peters-Kirche beerdigt.